# 고창 선운사 도솔암 장사송
고창 선운사 도솔암 장사송(高敞 禪雲寺 兜率庵 長沙松)은 전북특별자치도 고창군 아산면 선운사 도솔암에 있는 소나무이다. 대한민국의 천연기념물 제354호로 지정되어 있다.
선운사에서 도솔암으로 올라가는 길에 있는 진흥굴 바로 앞에 있다.

## 사진

장사송 앞 진흥굴